# Bwambé
Bwambé (ou Bouambé, Buambe) est un village et une station balnéaire de la commune de Kribi Ier dans la Région du Sud au Cameroun, chefferie de 3e degré du groupement Banoho (Batanga Sud).

## Géographie
Il est situé au bord de l'océan Atlantique, à 7 km au sud de Kribi, sur la route nationale 7 qui relie cette ville à Campo. Les villages les plus proches sont Ebome au nord et Mbeka au sud.

## Histoire

### Site archéologique
Les recherches archéologiques menées dans la région de Kribi-Campo ont mis en évidence, sur un plateau surplombant la mer, le site de Bomono. Celui-ci comporte 86 fosses auxquelles on prête une fonction rituelle, mais cette hypothèse demande à être confirmée.
Il révèle une occupation du « stade néolithique » (ou Stone to Metal Age), caractérisée par une abondante céramique (13 586 tessons et fragments de poterie) et quelques artefacts en pierre (4) ou en fer (4), pour un poids total de 320 kg.
Les analyses archéobotaniques ont montré que les populations de Bwambé utilisaient le millet (Pennisetum glaucum). On peut en déduire que la période 2500-2000 av. J.-C. a connu un assèchement climatique marqué par de longues phases sèches ayant favorisé l'émergence de cette plante.

## Administration

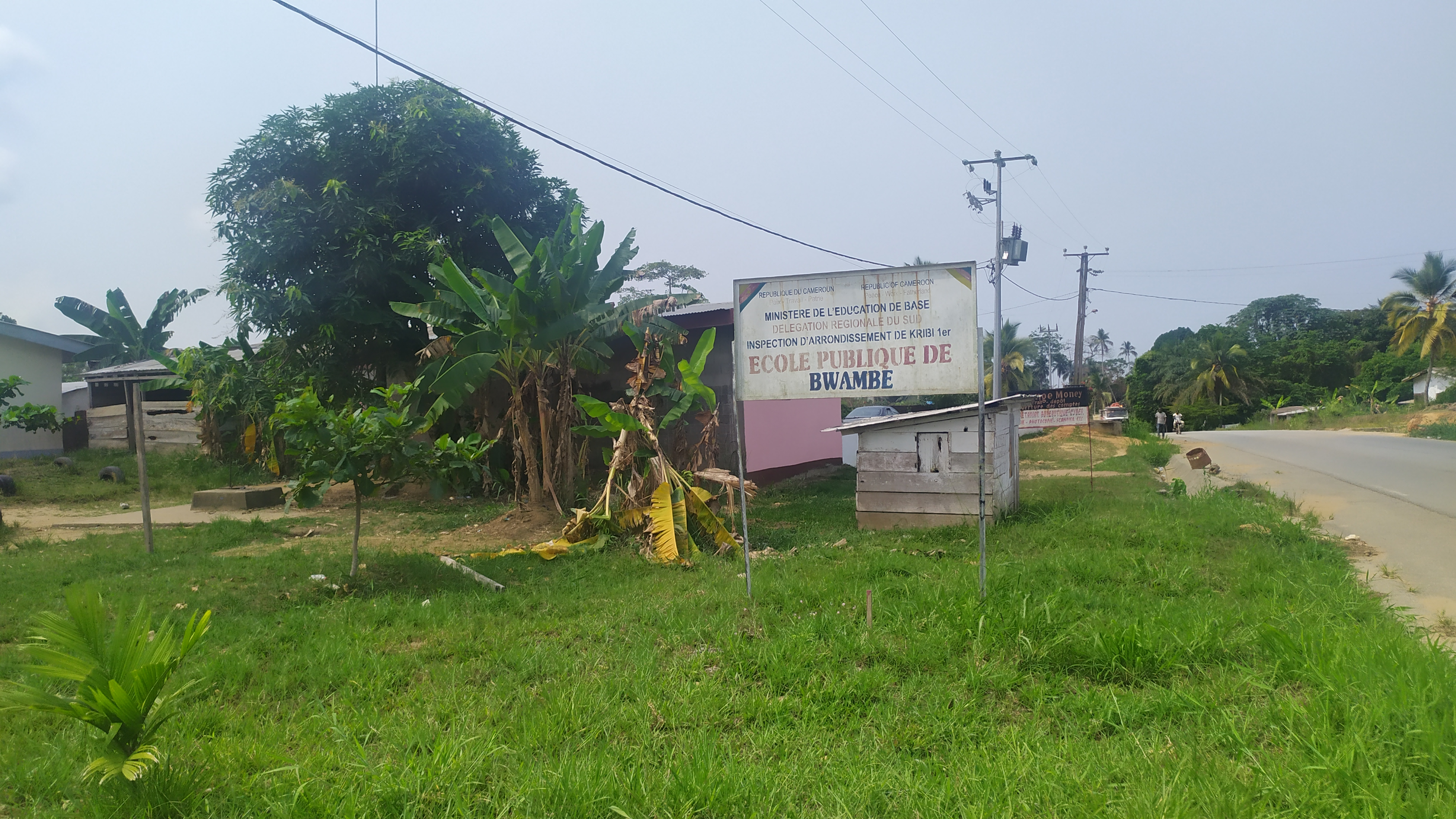
Ecole Publique de Bwambe, route des chutes de la Lobé

Sur le plan administratif la localité appartient à l’arrondissement de Kribi Ier, dans le département de l'Océan. C'est aussi une chefferie traditionnelle de 3e degré.

## Population
La plupart appartiennent aux différents groupes de la communauté Ndowe et sont chrétiens. Une mission protestante s'est installée à Bwambé vers 1870. La chapelle catholique a été construite en 1913.
En 1964-1965, on y a dénombré 408 personnes, des Batanga du groupe Banoho.
Bwambé comptait 1 433 habitants lors du recensement de 2005.

## Économie
Les habitants de Bwambé tirent leurs ressources de la pêche, d'une agriculture de subsistance, où le manioc tient une place centrale, le petit élevage (chèvres et volailles).

## Cultes
La localité est le siège de la paroisse catholique Sainte Croix de Bwambè dans la zone pastorale Océan Sud du diocèse de Kribi.

## Tourisme
Les plages de sable fin et les chutes de la Lobé constituent autant d'attraits touristiques.